# Matjaž Chvatal
Matjaž Chvatal, slovenski pisatelj, publicist, fotograf in založnik, * 1. maj 1960, Ljubljana.
Otroštvo in mladost je preživel v Kranju, kjer je živel do leta 1990. Pisati je pričel že v osnovnošolskih letih. Objavljal je v reviji TIM in nadaljeval kasneje s pisanjem jamarskih novic ter drugih člankov predvsem v časopise Gorenjski glas in Delo (1979–1983). Leta 1980 je bil v Gorenjskem glasu objavljen njegov feljton v 27 nadaljevanjih. Fotografije je objavljal tudi v drugih časopisih in revijah.
Pozimi 1974/75 je pričel igrati igro Go. Igral je po številnih turnirjih na področju bivše Jugoslavije in po Evropi. Od leta 1981 je Dan igralec.
V jamarstvu je največji raziskovalni uspeh dosegel že leta 1978 z odkritjem Brezna pri Leški planini na Jelovici. Ta 5 km dolg in 534 m globok jamski sistem je z jamarskimi prijatelji raziskoval še 20 let. Zgodbo o odkritju in prvih raziskovanjih tega brezna je opisal v avtobiografski, literarno obarvani knjigi Brezno.
Od leta 1994 avtorsko piše in oblikuje turistične vodnike. V aprilu leta 1997 sta s partnerico ustanovila družinsko podjetje Založba Turistika in se usmerila predvsem v lastno produkcijo vodnikov o Sloveniji v tujih jezikih.